# Sopa de judía azuki
La sopa de judías azuki o sopa de frijoles azuki (sopa de alubias moradas) es una sopa elaborada en varios países de Asia, hecha con judía azuki.

## China
En China la sopa de judía azuki es un plato popular. La sopa suele ser más clara que la versión japonesa (oshiruko). Se considera un tang shui o sopa dulce. A menudo se sirve frío en verano, y caliente en invierno. Las sobras pueden congelarse para hacer polos.
Es uno de los principales postres ofrecidos tras las cenas cantonesas servidas en restaurantes. La mayoría de las veces se sirve solo. Los restaurantes más lujosos pueden ofrecerlo con sago (西米 xī mǐ). Los dos tipos de azúcar usados indistintamente son el azúcar piedra y el azúcar cortado (片糖 piàn táng).

## Japón

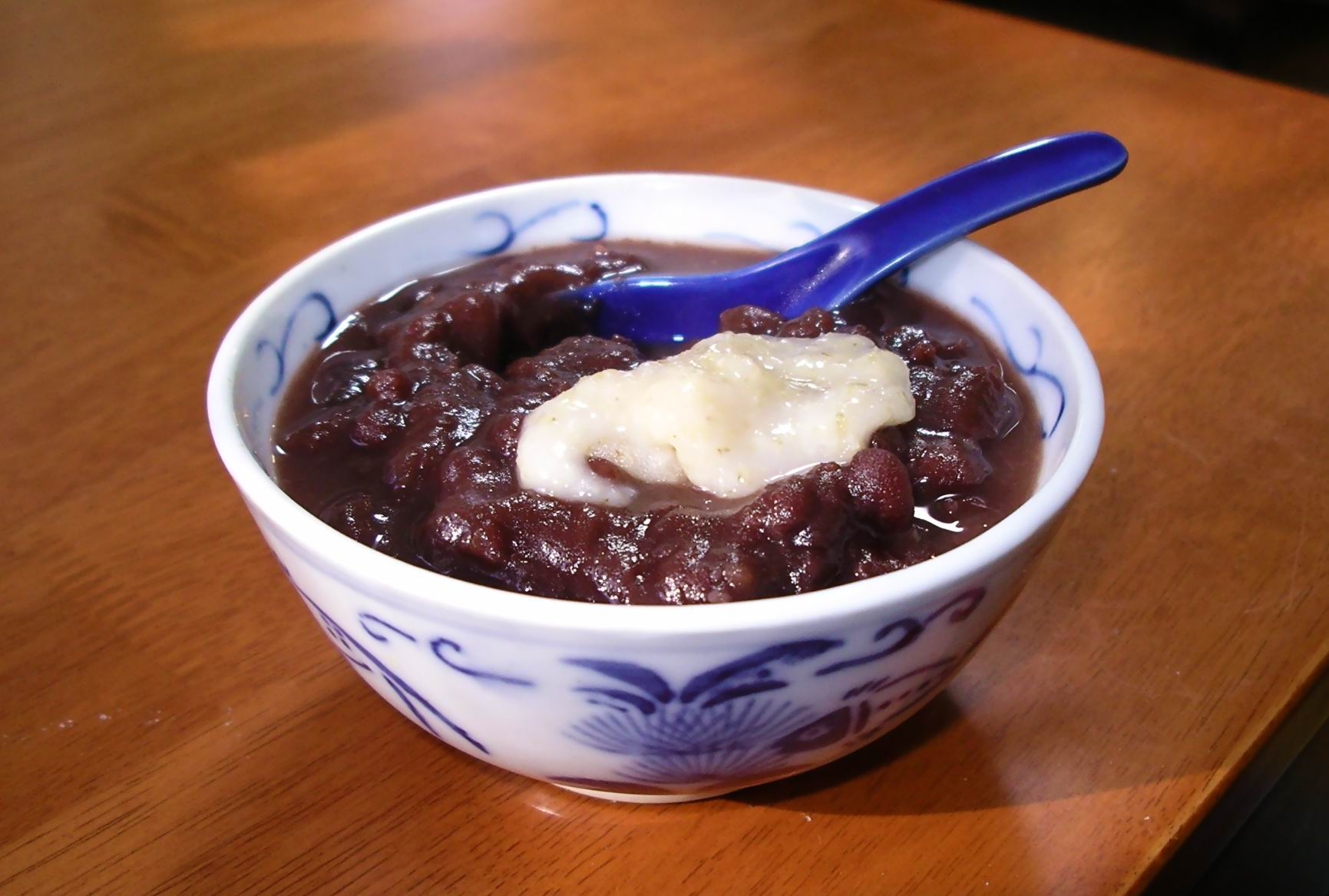
Shiruko con genmai mochi

El shiruko (汁粉?), u oshiruko (お汁粉?) con la o (お) honorífica, es un postre tradicional japonés. Es una especie de gachas de judías azuki hervidas y machacadas, servida en un cuenco con mochi. Hay diferentes estilos de shiruko, como por ejemplo con castañas, o con dumplings de harina de arroz glutinoso en lugar de mochi.
Hay dos tipos de shiruko según la forma en que se cocinen las judías. Estas pueden transformarse en pasta, machacarse sin conservar su forma original, o puede hacerse una mezcla de pasta y judías machacadas. Hay un plato parecido, el zenzai (善哉、ぜんざい?), que se elabora calentando pasta condensada y es menos acuoso que el shiruko, pareciéndose a una mermelada. Zenzai también alude a un tipo de shiruko hecho de mezcla de pasta y judías machacadas en algunos dialectos, principalmente del oeste de Japón. En la prefectura de Okinawa, el término zenzai se refiere habitualmente a esta sopa de judía sobre hielo rallado con mochi. A veces se añaden otros ingredientes encima, como leche condensada, para darle más sabor.
Este plato es apreciado por muchos japoneses, especialmente en invierno. Muchos consideran deliciosos el mochi pegajoso medio derretido y la pasta de judía azúcar dulce y templada. El shiruko se sirve frecuentemente con una guarnición ácida o salada, como umeboshi o shiokombu. Esto se debe a que el shiruko es tan dulce que el sabor se hace monótono, por lo que el consumidor refresca su paladar con algo ácido o salado.
En algunas regiones, como la prefectura de Kagawa, el shiruko también se usa para el zōni, la sopa especial para la celebración del año nuevo.

## Corea

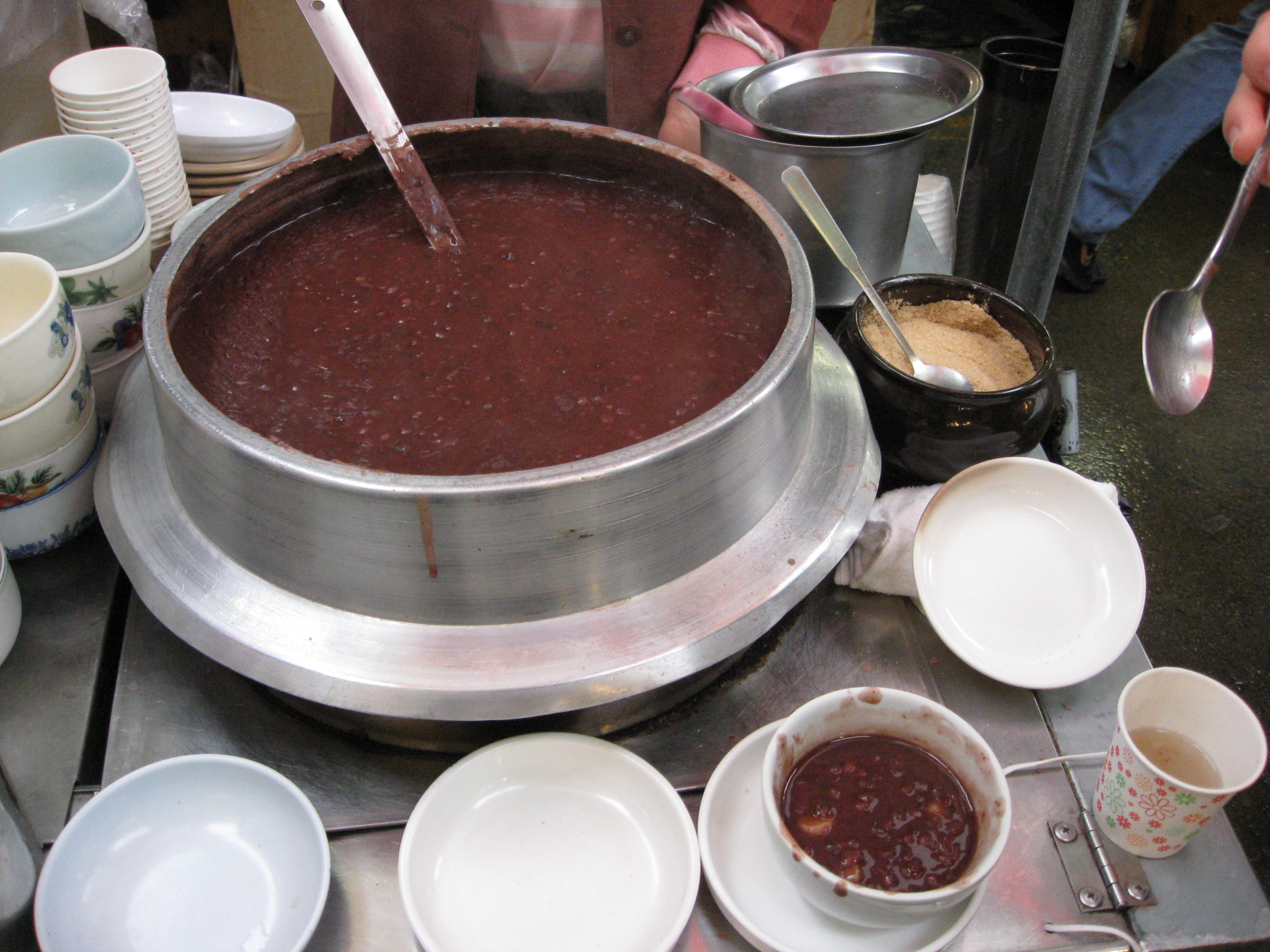
Patjuk a la venta en las calles de Busan, Corea del Sur.

En la gastronomía de Corea, la sopa de judía azuki se llama patjuk (팥죽), y suele comerse durante la temporada invernal. En Dongjinal, una fiesta tradicional coreana que cae el 22 de diciembre, los coreanos comen Donji patjuk, que contiene saealsim (새알심), una bola hecha de harina de arroz glutinoso.
En la antigua tradición coreana se creía que el patjuk tenía el misterioso poder de alejar los espíritus malvados. Según las creencias populares tradicionales, el rojo es un símbolo de energía positiva que puede derrotar la negativa. Cocinar y comer patjuk es un ritual para evitar la mala suerte, las epidemias y la llegada de espíritus malvados. Antes de comer el plato, los coreanos solían servirlo en el altar de su propia casa, repartiéndolo por todas las habitaciones. Estas costumbres han sido transmitidas de una generación a otra gracias a las historias mitológicas.
Comer patjuk es un ritual para desear cosechas abundantes. La antigua Corea era una sociedad agraria, y una buena cosecha siempre fue un asunto crucial. Los coreanos comen patjuk en el solsticio de invierno (Donggi), cuando los días empiezan a ser más largos que las noches. Cuando elaboran patjuk añaden tantos pequeños dumplings de arroz como años tengan.
El patjuk ejemplifica una costumbre de conservar alimentos. Los coreanos suelen comer arroz con guarniciones. Sin embargo, en invierno escaseaba el grano y el patjuk se convertía en una comida completa, que podía hacerse con ingredientes simples: judía azuki, agua, un poco de arroz y ninguna guarnición. Así cuando se preparaban celebraciones en invierno, el patjuk era un medio de ahorrar grano.

## Vietnam
La gastronomía de Vietnam también tiene un plato parecido, llamado chè đậu đỏ. Se le añade leche de coco, especialmente en el sur del país.